# Sustainable Development Solutions Network
Das Netzwerk „Lösungen für eine nachhaltige Entwicklung“ der Vereinten Nationen, kurz SDSN oder UNSDSN (von englisch [United Nations] Sustainable Development Solutions Network) ist ein internationales Netzwerk zur Erarbeitung von lokalen, nationalen und globalen Lösungen sowie der Kommunikation im Bereich der Nachhaltigen Entwicklung. Es wurde im August 2012 unter der Schirmherrschaft von UN-Generalsekretär Ban Ki-moon gegründet.

## Aktivitäten
Das SDSN mobilisiert wissenschaftliche und technische Experten und arbeitet eng mit den Einrichtungen der Vereinten Nationen, der Finanzwirtschaft, der Privatwirtschaft und der Zivilgesellschaft zusammen. Es umfasst zwölf Arbeitsgruppen zu den folgenden Themen:
1. Makroökonomie, Bevölkerungsdynamik und Planetarische Grenzen
2. Reduktion von Armut und Aufbau von Frieden in Konfliktregionen
3. Herausforderungen der sozialen Inklusion: Gender, Ungleichheiten und Menschenrechte
4. Frühkindliche Entwicklung, Erziehung, und Übergang zur Berufstätigkeit
5. Gesundheit für alle
6. Pfade zur vollständigen Dekarbonisierung (Deep Decarbonization Pathway Project, DDPP)
7. Nachhaltige Landwirtschaft und Lebensmittelsysteme
8. Wälder, Ozeane, Biodiversität und Ökosysteme
9. Nachhaltige Städte
10. Good Governance der Rohstoffwirtschaft und Landnutzung
11. Global Governance und Normen für nachhaltige Entwicklung
12. Neudefinition der Rolle der Wirtschaft für die nachhaltige Entwicklung

### Klimapolitik
Am 8. Juli 2014 überreichte die Arbeitsgruppe Deep Decarbonization Pathway Project (DDPP) unter der Leitung von Jeffrey Sachs einen Zwischenbericht an UN-Generalsekretär Ban Ki-moon. Der Bericht beschreibt für die 15 größten Industrienationen die notwendigen technologischen Maßnahmen, um die globale Erwärmung bis zum Jahr 2050 auf 2 °C zu begrenzen (vgl. Zwei-Grad-Ziel).
In diesem Zusammenhang initiierten Mitglieder des SDSN – unterstützt von einer größeren Anzahl namhafter Wissenschaftler(u. a. Hans Joachim Schellnhuber, Michael E. Mann, Nicholas Stern) und Führungspersonen aus Wirtschaft und Politik – Anfang Juli 2014 eine Petition, mit der zur weltweiten politischen Zusammenarbeit in Bezug auf das Zwei-Grad-Ziel aufgerufen werden soll. Die Petition soll auf dem Ban-Ki-moon-Gipfel in New York präsentiert werden.

## Organisation
Das SDSN besteht aus dem Leadership Council, dem Executive Committee und dem SDSN Assembly. Direktor des SDSN ist Jeffrey Sachs, gleichzeitig Direktor des Earth Institute der Columbia University.
Der Leadership Council (Führungsrat) des SDSN besteht aus ausgewiesenen Experten im Bereich nachhaltige Entwicklung aus Wissenschaft, Zivilgesellschaft und Privatwirtschaft. Das Executive Committee besteht aus Mitgliedern des Leadership Councils und ist für organisatorische und finanzielle Fragen zuständig.
Das SDSN Assembly ist ein Beratungskomitee zur Erleichterung des wechselseitigen Informationsflusses. Es besteht aus je einem Repräsentanten der SDSN-Mitgliedsinstitutionen.
Das SDSN Academic Committee ist ein wissenschaftliches Beratungskomitee, das 2014 berufen werden und aus 15 bis 20 Führungspersonen der akademischen SDSN-Mitgliedsorganisationen bestehen soll. Das Academic Committee soll den Leadership Council in wissenschaftlichen Fragen beraten (akademische Initiativen, Kommunikation mit wissenschaftlichen Einrichtungen, Erstellung pädagogischen Materials, Aufbau einer Online-Universität für nachhaltige Entwicklung etc.).
Das SDSN-Sekretariat ist an der Columbia University angesiedelt, mit Mitarbeitern in Paris, New York und New Delhi.

## SDSN Germany
Unter der Schirmherrschaft des globalen SDSN wurde am 4. März 2014 das SDSN Germany gegründet. Die Geschäftsstelle des deutschen Netzwerks befindet sich am German Institute of Development and Sustainability (IDOS) (vormals Deutsches Institut für Entwicklungspolitik (DIE)) und wird von Sabrina Schulz als Geschäftsführende Direktorin geleitet.
Mitgliedsorganisationen von SDSN Germany sind adelphiResearch, die Berlin School of Sustainable Futures, die Bertelsmann-Stiftung, das Bonn International Center for Conflict Studies (bicc), die Deutsche Klimastiftung, das Deutsche Institut für Entwicklungspolitik, das Deutsche Institut für Wirtschaftsforschung, das Deutsche Netzwerk Wirtschaftsethik, das Ecologic Institute, das Forschungs- und Transferzentrum Nachhaltigkeit- und Klimafolgenmanagement (FZT NK) der Hochschule für Angewandte Wissenschaften Hamburg (HAW), Germanwatch, das Internationale Zentrum für Nachhaltige Entwicklung (IZNE) der Hochschule Bonn-Rhein-Sieg, das Institut für Energie- und Umweltforschung Heidelberg (ifeu), das Institut für ökologische Wirtschaftsforschung (iöw), das Institut für sozialökologische Forschung (isoe), das Institute for Advanced Sustainability Studies (IASS), das Kieler Exzellenzcluster „Ozean der Zukunft“, das Mercator Research Institute on Global Commons and Climate Change, das Öko Institut – Institut für angewandte Ökologie, das Potsdam-Institut für Klimafolgenforschung (PIK), das Reiner Lemoine Institut, das RWI – Leibniz-Institut für Wirtschaftsforschung, die Stiftung Wissenschaft und Politik (SWP), der Fachbereich für Entwicklungsökonomik der Universität Göttingen, der Fachbereich für Internationalen Städtebau der Universität Stuttgart, das Wuppertal Institut für Klima, Umwelt, Energie, das Zentrum für Entwicklungsforschung (ZEF) sowie das ZOE – Institut für Zukunftsfähige Ökonomien. Partnerorganisationen von SDSN Germany sind B.A.U.M e. V., der Bundesverband der Verbraucherzentralen und Verbraucherverbände, die Deutsche Gesellschaft für Internationale Zusammenarbeit (GIZ), die Deutsche Gesellschaft für die Vereinten Nationen (DGVN), der Deutsche Naturschutzring (DNR), das Deutsche Komitee für Nachhaltigkeitsforschung in Future Earth (DKN-Future Earth), die Deutsche UNESCO-Kommission (DUK), econsense – Forum Nachhaltige Entwicklung der Deutschen Wirtschaft, Engagement Global, die Heinrich-Böll-Stiftung, ICC Germany – International Chamber of Commerce, die Stiftung 2°– Deutsche Unternehmer für Klimaschutz, das Umweltbundesamt (UBA), Venro sowie die Verbraucherzentrale NRW.
Vorsitzende des SDSN Germany sind Anna-Katharina Hornidge und Gesine Schwan. Ehemals hatten Klaus Töpfer und Dirk Messner den Ko-Vorsitz inne.

## Förderung
Das SDSN wird unter anderem finanziell unterstützt von der Deutschen Gesellschaft für Internationale Zusammenarbeit (im Namen des Bundesministeriums für wirtschaftliche Zusammenarbeit und Entwicklung), der schwedischen Zentralbehörde für internationale Entwicklungszusammenarbeit, der British Telecom, Eni, Digicel, Glaxo Smith Kline, Novartis, Verizon, und Ericsson.

## Veröffentlichungen (Auswahl)
- Pathways to Deep Decarbonization. 2015 Synthesis Report der Arbeitsgruppe Deep Decarbonization Pathways. 29. September 2015.
- Indicators for Sustainable Development Goals – Working Draft. 22. Mai 2014.
- World Happiness Report 2013. 9. September 2013.
- An Action Agenda for Sustainable Development. 6. Juni 2013.